# Spiranthes aestivalis
Spiranthes aestivalis, tiếng Anh thường gọi là Summer Lady's-tresses, là một loài phong lan.

## Hình ảnh

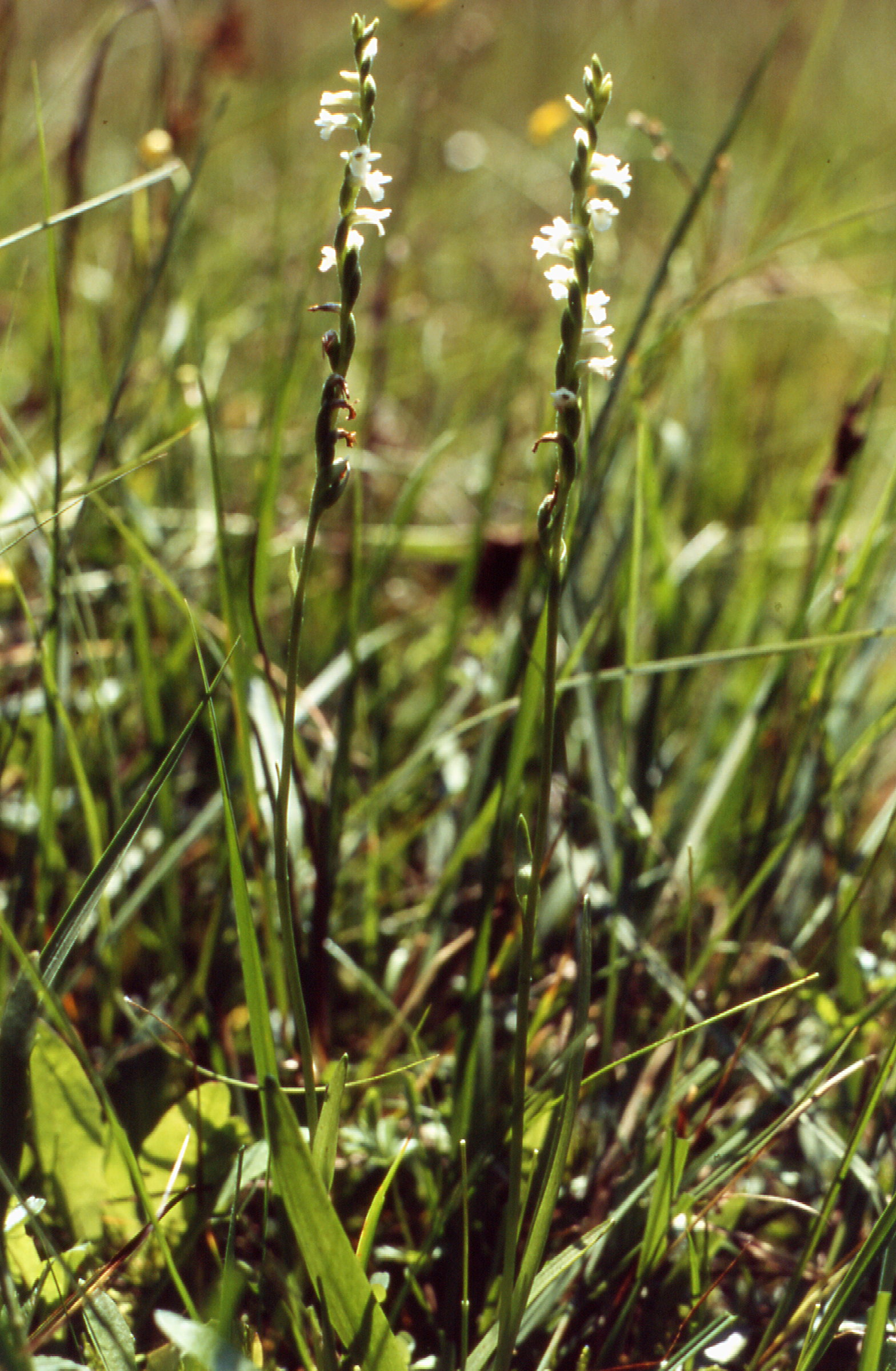
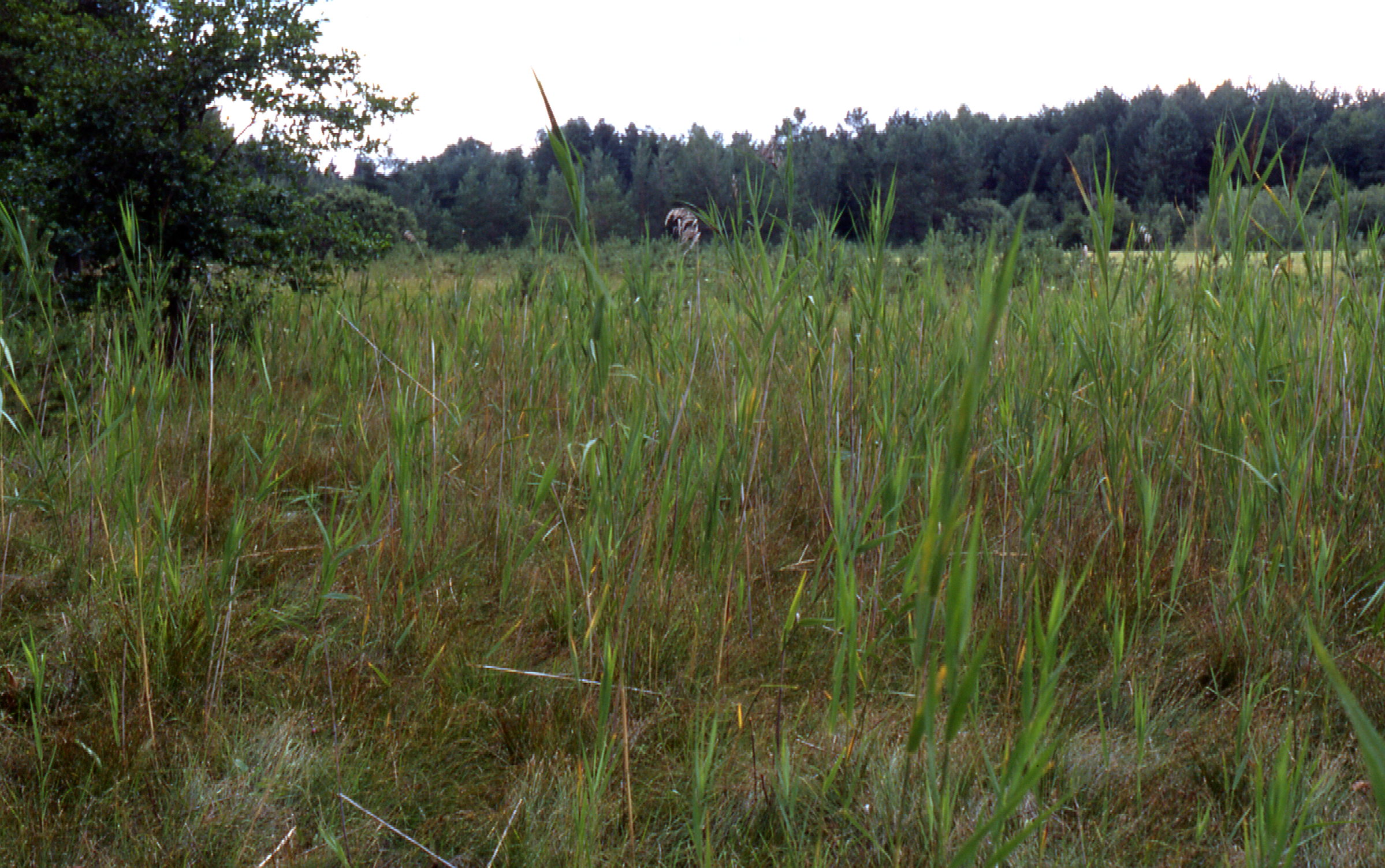
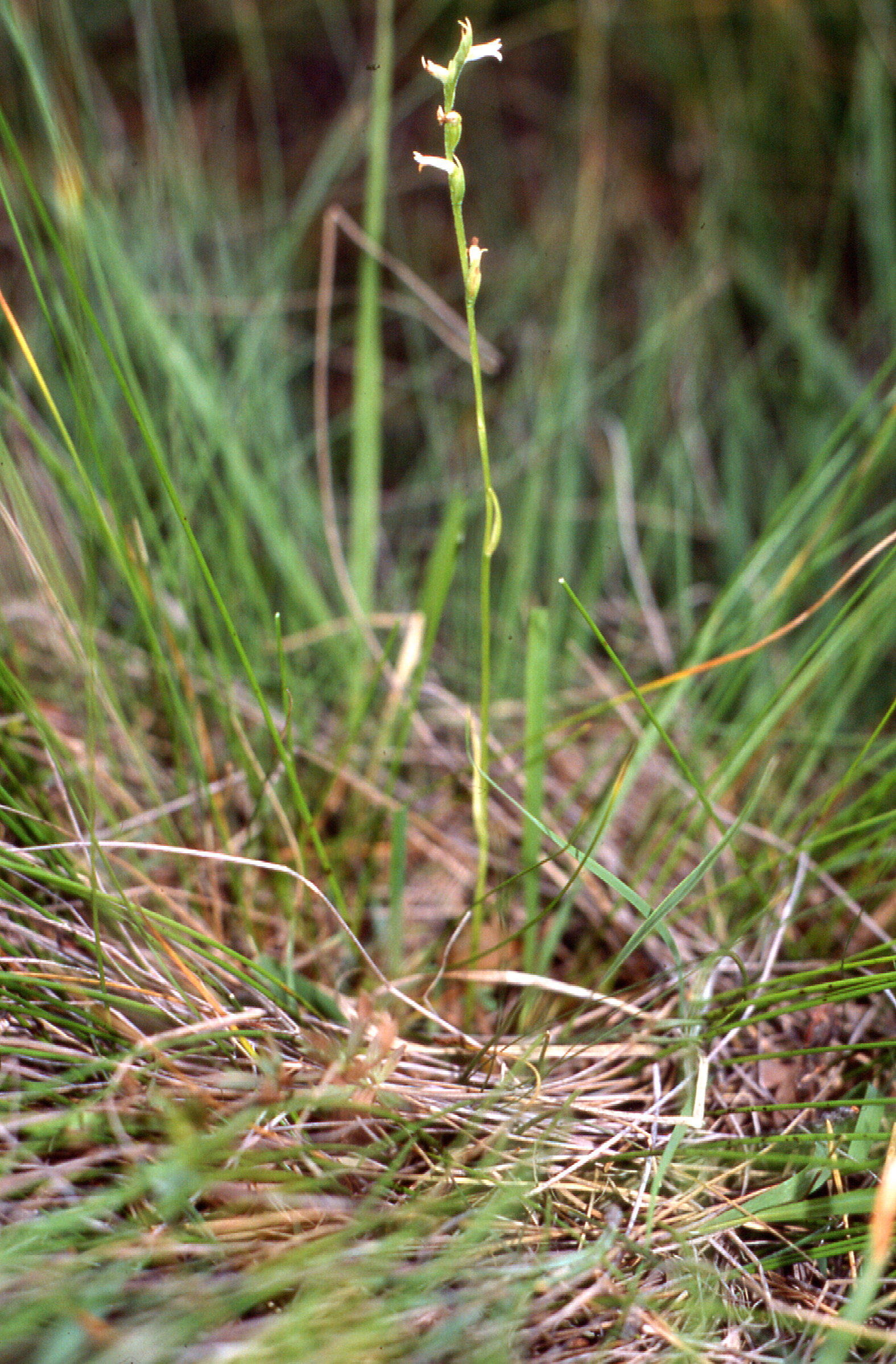